# Canaletto
För Giovanni Antonio Canals systerson, även han kallad Canaletto, Bernardo Bellotto.

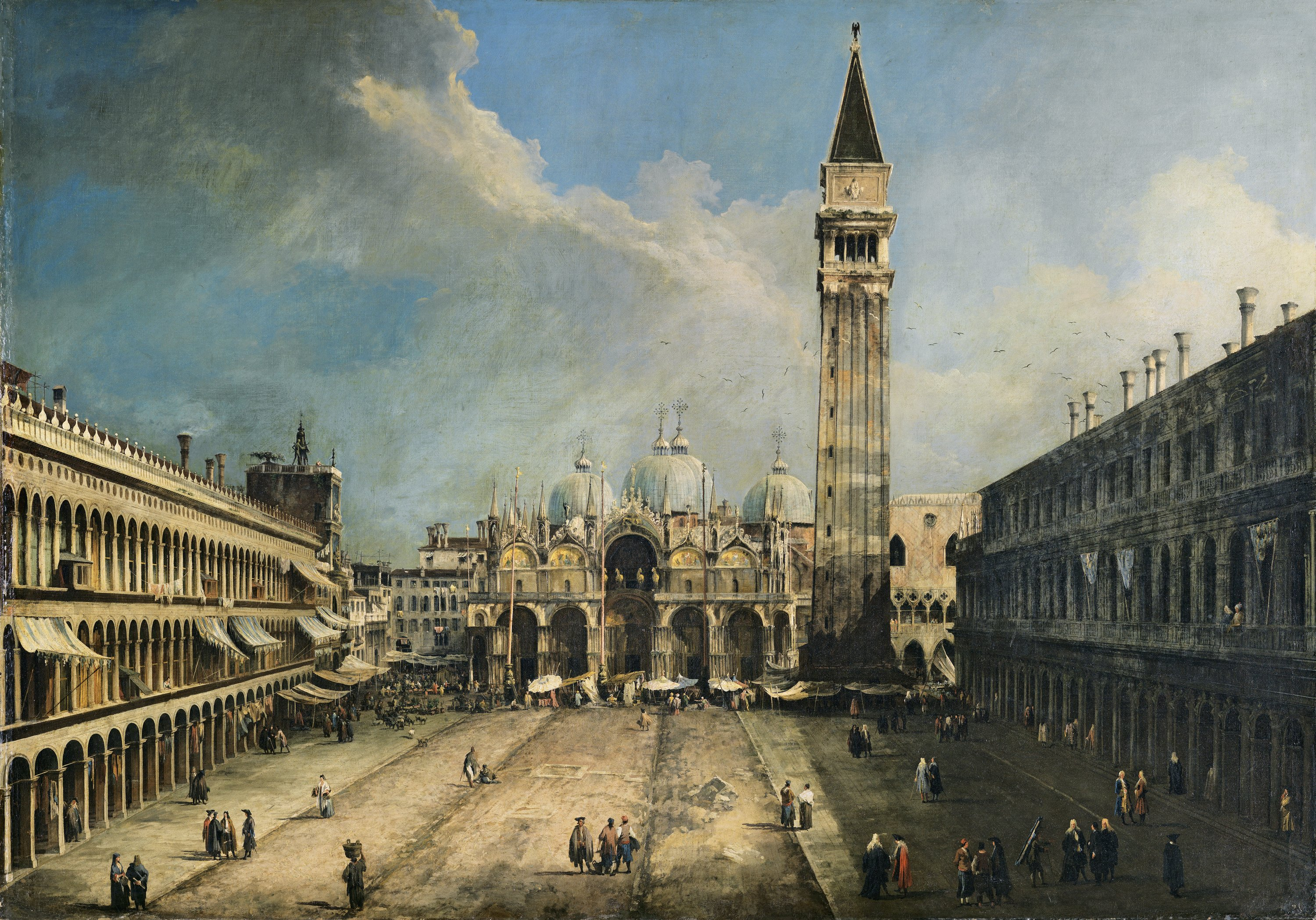
Markusplatsen i Venedig, från 1723.

Canaletto, eg. Giovanni Antonio Canal, född 7 oktober 1697 i Venedig, Italien, död 19 april 1768 i Venedig, var en italiensk målare av den venetianska skolan. 
Canaletto tillsammans med Giambattista Pittoni, Giovanni Battista Tiepolo bildar de traditionella stora Old Masters av den perioden.
Han var son till en dekorationsmålare och Canaletto började själv med att måla teaterdekorationer. Han blev sedan elev hos Luca Carlevarijs.
Han lovprisades för sina målningar (vedutamåleri) med stadsvyer från Venedig. Canalettos målningar liknar nästan fotografiska verk. För att uppnå detta mål tog han hjälp av en camera obscura. Giovanni Canal ska inte förväxlas med hans systerson Bernardo Bellotto som likaledes fick namnet Canaletto.
En av Giovanni Canals största uppdragsgivare var den engelska konsuln i Venedig, Joseph Smith. Vid början av Österrikiska tronföljdskriget fick Canaletto inte lika många beställningar som förut. Åren 1746-1747 besökte han London och målade motiv även därifrån, bl.a. över Themsen. Sina sista levnadsår bodde Canaletto åter i Venedig. Canal är representerad vid bland annat Göteborgs konstmuseum.
Asteroiden 8123 Canaletto är uppkallad efter honom.